# Rio Adrian
O Rio Adrian é um rio da Romênia afluente do Racșa, localizado no distrito de Satu Mare.